# Communauté de communes du Bas-Armagnac
La communauté de communes du Bas-Armagnac est une communauté de communes française, située dans le département du Gers.
Elle correspond au sud du Bas-Armagnac, axé sur le cours du Midou.

## Composition
La communauté de communes est composée des 26 communes suivantes :

| Nom                        | Code Insee | Gentilé           | Superficie (km2) | Population (dernière pop. légale) | Densité (hab./km2) |
| -------------------------- | ---------- | ----------------- | ---------------- | --------------------------------- | ------------------ |
| Nogaro (siège)             | 32296      | Nogaroliens       | 11,06            | 2 226 (2022)                      | 201                |
| Arblade-le-Haut            | 32005      | Arbladois         | 12,2             | 319 (2022)                        | 26                 |
| Bétous                     | 32049      | Bétousiens        | 5,13             | 72 (2022)                         | 14                 |
| Bourrouillan               | 32062      | Bourrouillanais   | 8,7              | 167 (2022)                        | 19                 |
| Caupenne-d'Armagnac        | 32094      |                   | 21,65            | 446 (2022)                        | 21                 |
| Cravencères                | 32113      | Cravencérois      | 9,09             | 93 (2022)                         | 10                 |
| Espas                      | 32125      | Espasiens         | 15,13            | 132 (2022)                        | 8,7                |
| Le Houga                   | 32155      | Folgariens        | 31,51            | 1 186 (2022)                      | 38                 |
| Lanne-Soubiran             | 32191      | Lanne-Soubiranais | 6,67             | 145 (2022)                        | 22                 |
| Laujuzan                   | 32202      | Laujuzanais       | 11,34            | 290 (2022)                        | 26                 |
| Loubédat                   | 32214      | Loubédatois       | 9,46             | 111 (2022)                        | 12                 |
| Luppé-Violles              | 32220      | Luppéens          | 7,57             | 132 (2022)                        | 17                 |
| Magnan                     | 32222      | Magnanais         | 11,3             | 231 (2022)                        | 20                 |
| Manciet                    | 32227      | Mancietois        | 42,11            | 761 (2022)                        | 18                 |
| Monguilhem                 | 32271      | Monguilhémois     | 5,71             | 286 (2022)                        | 50                 |
| Monlezun-d'Armagnac        | 32274      | Monlezunois       | 6,48             | 188 (2022)                        | 29                 |
| Mormès                     | 32291      | Mormésiens        | 9,05             | 108 (2022)                        | 12                 |
| Perchède                   | 32310      | Perchédois        | 5,25             | 105 (2022)                        | 20                 |
| Saint-Griède               | 32380      | Saint-Griédois    | 7,52             | 141 (2022)                        | 19                 |
| Saint-Martin-d'Armagnac    | 32390      | Saint-Martinois   | 10,8             | 231 (2022)                        | 21                 |
| Sainte-Christie-d'Armagnac | 32369      | Sainte-Christois  | 22,5             | 379 (2022)                        | 17                 |
| Salles-d'Armagnac          | 32408      | Sallois           | 6,08             | 123 (2022)                        | 20                 |
| Sion                       | 32434      | Sionnais          | 7,05             | 96 (2022)                         | 14                 |
| Sorbets                    | 32437      | Sorbésiens        | 9,21             | 201 (2022)                        | 22                 |
| Toujouse                   | 32449      | Toujousois        | 14,5             | 306 (2022)                        | 21                 |
| Urgosse                    | 32458      | Urgossiens        | 6,7              | 239 (2022)                        | 36                 |

## Démographie
| 2009  | 2014  | 2019  |
| ----- | ----- | ----- |
| 7 001 | 8 506 | 8 561 |

## Liste des présidents successifs
| Période                                  | Période  | Identité                   | Étiquette | Qualité                                        |
| ---------------------------------------- | -------- | -------------------------- | --------- | ---------------------------------------------- |
| 2009                                     | ?        | Pierre Guichanné           |           |                                                |
| avril 2014                               | 2020     | Élisabeth Dupuy-Mitterrand | PS        | Maire de Sion (depuis 2001)                    |
| juillet 2020                             | En cours | Vincent Gouanelle          | DVD       | maire de Bourrouillan Conseiller départemental |
| Les données manquantes sont à compléter. |          |                            |           |                                                |

## Compétences
- Assainissement
- Habitat
- Voirie
- Tourisme
- Haut débit

## Historique
Le 19 mars 1999, les conseillers municipaux de 17 communes du canton de Nogaro ont décidé d'unir leurs efforts en créant la Communauté de Communes du Bas-Armagnac, afin d'appréhender avec plus de cohérence l'aménagement de l'espace, les actions socio-culturelles, éducatives et sportives, tout en réfléchissant à la mise en place de projets économiques et en assurant la gestion et l'entretien des routes.
Depuis le 21 septembre 2000, la commune de Salles d'Armagnac a rejoint la C.C.B.A., qui compte donc désormais, non plus 17 mais 18 communes.
Depuis sa création, la C.C.B.A. s'est dotée de nouvelles compétences en matière de haut débit, d'habitat, de tourisme et d'assainissement non collectif afin de répondre aux attentes de la population.
Afin de vous tenir informés des actions que nous menons, nous avons décidé de nous doter d'un site Internet, formidable outil de communication moderne, le principal souci des représentants de la communauté de communes restant l'engagement dans une politique active afin de servir l'ensemble de la population dans une perspective de développement de l'emploi et d'enrayement du déclin démographique de notre région.

## Sources
- Le SPLAF (Site sur la Population et les Limites Administratives de la France)
- La base ASPIC